# Moncalvillo (kommunhuvudort)
Moncalvillo är en kommunhuvudort i Spanien.   Den ligger i provinsen Provincia de Burgos och regionen Kastilien och Leon, i den centrala delen av landet, 180 km norr om huvudstaden Madrid. Moncalvillo ligger 1 055 meter över havet och antalet invånare är 104.
Terrängen runt Moncalvillo är platt åt sydväst, men åt nordost är den kuperad. Runt Moncalvillo är det glesbefolkat, med 11 invånare per kvadratkilometer. Närmaste större samhälle är Palacios de la Sierra, 6,0 km öster om Moncalvillo. 